# IC 1594
IC 1594 — галактика типу SBb (компактна витягнута галактика) у сузір'ї Фенікс.
Цей об'єкт міститься в оригінальній редакції індексного каталогу.